# عبد الوهاب دراوشة
عبد الوهاب الدراوشة الحويطي (12 تشرين الأول 1943م-) هو سياسي فلسطيني من عرب 48، ولد في قرية اكسال، قضاء الناصرة، في الجليل، اشغل منصب نائب في الكنيست الإسرائيلي من العام 1984- 1999، ومؤسس الحزب العربي الديمقراطي.
لديه اربعة بنات ، ثلاث اولاد و ثمانية و عشرين حفيد .

## سيرته
تلقى تعليمه في مدارس مدينة الناصرة. وبعد حصوله على الشهادة الثانوية، التحق بدار إعداد المعلمين العرب في يافا وتخرج فيها سنة 1963. ثم التحق بجامعة حيفا وحصل فيها على شهادة البكالوريوس في التاريخ والتربية والإدارة والتفتيش.عمل دراوشة أستاذاً ثم مديراً لمدرسة ثانوية.
وانتخب في سنة 1979 نقيباً للمعلمين العرب وعضواً في هيئة إدارة نقابة المعلمين في إسرائيل عام 1979، ومن عام 1982 حتى عام 1984 شغل منصب مفتش التعليم العرب كما عُيّن دراوشة مفتشاً قطرياً للتعليم العربي في وزارة المعارف الإسرائيلية بين سنتَي 1982 و1984. كان عضوًا في اللجنة التنفيذية لمجلس التربية في مركز السلام الدولي، وعضو إدارة معهد تعزيز التعايش اليهودي العربي.

## الحياة السياسية
انضم عبد الوهاب دراوشة إلى «حزب العمل» الإسرائيلي وانتخب نائب في الكنيست سنة 1984، ثم استقال في سنة 1988 من عضوية «حزب العمل» احتجاجاً على السياسات القمعية التي انتهجها يتسحاق رابين وزير الدفاع الإسرائيلي وأحد قادة «حزب العمل» ضد نشطاء الانتفاضة الفلسطينية، وأسس، في العام نفسه، «الحزب الديمقراطي العربي» الذي رفع شعار«الصوت العربي للنائب العربي»، وكان أول حزب تقتصر عضويته على العرب في إسرائيل.
استمر دراوشة على رأس «الحزب الديمقراطي العربي» حتى سنة 2009 حينما قرر الاستقالة لإتاحة المجال أمام الشباب لتولي المواقع القيادية في الحزب  شكّل حزبه قائمة انتخابية مشتركة باسم «القائمة العربية الموحدة» مع جناح في «الحركة الإسلامية» بزعامة عبد المالك دهامشة، فازت بأربعة نواب مناصفة بين «الحزب الديمقراطي العربي» و«الحركة الإسلامية».
خلال وجوده في الكنيست، شارك  دراوشة في عضوية العديد من اللجان البرلمانية، كلجنة تعزيز مكانة المرأة والمساواة بين الجنسين، ولجنة التربية والثقافة والرياضة، ولجنة العمل والرفاه والصحة. ترأس عبد الوهاب  دراوشة في تشرين الأول/ أكتوبر 1992 وفداً من العرب الفلسطينيين في إسرائيل التقى رئيس منظمة التحرير الفلسطينية ياسر عرفات في مدينة تونس. في آذار/ مارس 1994، ترأس دراوشة وفداً من العرب الفلسطينيين في إسرائيل زار سورية والتقى الرئيس السوري حافظ الأسد.
استقال دراوشة في سنة 2001 من عضوية الكنيست، وترك موقعه لزميله في «الحزب الديمقراطي العربي» محمد حسن كنعان. كما كان دراوشة عضواً في «لجنة المتابعة العليا للجماهير العربية في اسرائيل» التي تتابع شؤون المواطنين العرب الفلسطينيين في إسرائيل، وترأس «لجنة الدفاع عن الأراضي»، كما كان عضو إدارة «معهد تعزيز التعايش اليهودي العربي من خلال التربية»، ورئيس «الجمعيّة العربية للثقافة والمنح الدراسية» في الناصرة. كان دراوشة من أشد أنصار توحيد الأحزاب العربية في إسرائيل في قائمة انتخابية مشتركة، وقد وجّه دراوشة نصيحته إلى قادة الأحزاب العربيّة بالقول: «تنازلوا من أجل المصلحة العامّة وتوحدوا وأقيموا قائمة عربيّة موحدة وكلنا معكم ونؤيّدكم وأوافق أن الجمهور العربي سيتجاوب بشكل إيجابي وسيزيد عدد المصوتين ونسبة المصوتين الأمر الذي سيعود بالفائدة على كافّة الأحزاب».وعند تشكيل «القائمة المشتركة» من ممثلي الأحزاب العربية عشية الانتخابات البرلمانية للكنيست العشرين التي جرت في آذار/ مارس 2015، ترشح دراوشة رمزياً في هذه القائمة، وانتقد بشدة رفاقاً له لخوضهم هذه الانتخابات ضمن قائمة بديلة لـ«القائمة المشتركة» تبعثر الأصوات وتضعف المرشحين العرب.
يعتبر عبد الوهاب دراوشة من أهم قيادات المجتمع الفلسطيني في إسرائيل، التي وضعت القواعد المبدئية الديمقراطية والتكتيكات الانتخابية الواجبة للتصدي لسياسات التمييز العنصري ضد الأقلية العربية التي تمارسها أوساط الأكثرية اليهودية الحاكمة في إسرائيل. وقد أصدر كتاباً عن تجربته السياسية، التربوية والاجتماعية بعنوان: «التحدي من أجل السلام» (2010)، ونشر عدة مقالات في السياسة والتربية.